# Cibadung
Cibadung is een bestuurslaag in het regentschap Bogor van de provincie West-Java, Indonesië. Cibadung telt 8821 inwoners (volkstelling 2010).